# Tillandsia ixioides
Tillandsia ixioides es una especie de planta epífita dentro del género  Tillandsia, perteneciente a la  familia de las bromeliáceas. Es originaria de Bolivia, Uruguay, Paraguay, norte de Argentina. 

## Cultivares
- Tillandsia 'Auravale'[1]
- Tillandsia 'Do-Ra-Me'[1]
- Tillandsia 'Kybong'[1]
- Tillandsia 'Mystic Flame'[1]
- Tillandsia 'Mystic Flame Orange'[1]
- Tillandsia 'Peach Parfait'[1]
- Tillandsia 'Poor Ixy'[1]
- Tillandsia 'Tandur'[1]
- Tillandsia 'White Star'[1]

## Taxonomía
Tillandsia ixioides fue descrita por August Heinrich Rudolf Grisebach y publicado en Abhandlungen der Königlichen Gesellschaft der Wissenschaften zu Göttingen 24: 333. 1879.
Etimología
Tillandsia: nombre genérico que fue nombrado por Carlos Linneo en 1738 en honor al médico y botánico finlandés Dr. Elias Tillandz (originalmente Tillander) (1640-1693).
ixioides: epíteto
Variedad aceptada
- Tillandsia ixioides subsp. viridiflora (Rauh) Gouda

Sinonimia
- Anoplophytum luteum E.Morren ex Baker
- Tillandsia ixioides subsp. ixioides
- Tillandsia ixioides var. occidentalis A.Cast.
- Tillandsia lutea Baker[3][4]